# نايو مارش
نايو مارش، (بالإنجليزية: Ngaio Marsh) المولودة نايو إيدث مارش، (بالإنجليزية: Edith Ngaio Marsh)، كاتبة روايات بوليسية ومديرة مسرح نيوزيلندية، وحاصلة على رتبة الإمبراطورية البريطانية سنة 1966.
تعرف مارش بابتكارها لشخصية المفتش رودريك ألين، محقق يعمل لصالح شرطة لندن، وهي واحدة من «ملكات الجريمة» إلى جانب أغاثا كريستي، دوروثي سايرز ومارجري أليغنهام.

## فترة الشباب
ولدت نايو مارش في مدينة كرايستشرش بنيوزيلندا، وهو نفس المكان الذي توفيت فيه. هي الابنة الوحيدة لروز وهنري مارش الذي كان يشتغل كموظف في البنك. تلقت تعليمها في كلية سانت مارغريت في كرايستشرش، وتعد من أوائل التلميذات اللواتي التحقن بالمدرسة عندما فتحت أبوابها سنة 1910. كما درست الرسم في كلية كانتبري للفنون، قبل أن تلتحق بالممثل آلان ويكلي وتقوم بجولة كممثلة في نيوزيلندا. منذ 1928 قضت مارش أغلب وقتها متنقلة بين نيوزيلندا والمملكة المتحدة.

## عملها ككاتبة
تعرف نايو مارش برواياتها البوليسية المقدر عددها بـ32 والتي نشرت ما بين 1934 و1982. إلى جانب كل من دوروثي سايرز، مارجري أليغنهام وأغاثا كريستي، تعد نايو واحدة من «ملكات الجريمة»، وهن كاتبات نساء استحوذن على الأدب البوليسي خلال عصره الذهبي خلال عشرينيات وثلاثينيات القرن العشرين.
كل رواياتها من بطولة المحقق رودريك ألين، وروايات أخرى تعكس اهتمامات أخرى لمارش، خاصة ما تعلق منها بالمسرح والرسم. ألين تزوج برسامة، أغاثا تروي، التي التقاها في رواية فنانون في جريمة، والتي ستظهر بدورها في عدد من الروايات اللاحقة.
أغلب أحداث رواياتها تقع في إنجلترا، وأربع منها في نيوزيلندا، أين خدم ألين لصالح الشرطة النيوزيلندية (في روايتي مخطط اللون وميت في الصوف)، أو كان ألين يقضي عطلة (في روايتي جريمة الخمر وإنهاء الصورة). رواية تخمة من أنكليسات البحر تبدأ في نيوزيلندا وتتواصل أحداثها في لندن.

## علاقتها مع المسرح
كان شغف نايو مارش الكبير هو المسرح. في عام 1942 قامت بإنتاج نسخة حديثة من مسرحة هاملت في جمعية جامعة كانتيبوري للدراما، وتبعها العديد من الاقتباسات الأخرى لأعمال شكسبير مع نفس الجمعية لغاية 1969. في عام 1949 وبالتعاون مع المتعهد دان أوكونور، جاب طلبتها أستراليا مع نسخة جديدة من مسرحية عطيل ومسرحية ستة شخصيات في البحث عن كاتب للمسرحي الإيطالي لويجي بيرانديلو. في عام 1972 قامت بإخراج مسرحة هنري الثامن بدعوة من مجلس مدينة كرايستشرش. تمت تسميت مسرح جامعة كاتنبري باسم نايو مارش تكريما لها، كما تم تحويل منزلها في كاشمير هيلز إلى متحف.

## الحياة الشخصية
نايو مارش لم تتزوج ولم تنجب أي أطفال وكانت علاقتها قوية مع صديقتها سيلفيا فوكس، وأنكرت مارش بشكل قاطع الإشاعات القائلة بأنها شاذة جنسيا. في عام 1965 قامت بنشر سيرتها الشخصية تحت عنوان «خشب الزان الأسود والشمام»، كما قامت المؤلفة البريطانية مارغريت لويس بكتابة سيرة أخرى للكاتبة سنة 1991 تحت عنوان «نايو مارش، حياة»، تبعتها سيرة أخرى للمؤرخ النيوزيلندي جوان درايتنوز تحت عنوان «نايو مارش: حياتها في جريمة» نشرت عام 2008.

## قائمة الأعمال

### الروايات البوليسية
بعض من هذه الروايات نشرت تحت عناوين مختلفة في الولايات المتحدة الأمريكية.
- رجل ميت (1934)
- داخل قاتل (1935)
- قاتل في منزل الرعاية (1935)
- موت في النشوة (1936)
- جريمة الخمر (1937)
- فنانون في جريمة (1938)
- موت بربطة عنق بيضاء (1938)
- افتتاحية للموت (1939)
- موت في الحانة (1940)
- تخمة أنكليسات البحر (1941)
- الموت والخادم الراقص (1942)
- مخطط اللون (1943)
- موت في الصوف (1945)
- الستارة الأخيرة (1947)
- تأرجح أخي تأرجح (1949)
- ليلة الأفتتاح (1951)
- العوانس في خطر (1954)
- مقاييس العدالة (1955)
- فاقد صوابه (1957)
- الغناء في الأكفان (1959)
- رائحة خاطئة (1960)
- يد في القفاز (1962)
- الماء الميت (1964)
- موت لدى الدلفين (1967)
- القبض على الشرطيين (1968)
- عندما تكون في روما (1970)
- مقيد بأشرطة ملونة (1972)
- أسود مثلما رسم (1974)
- الخندق الأخير (1977)
- الخطأ الفادح (1978)
- إنهاء الصورة (1980)
- يثخن بشكل طفيف (1982)

### القصص القصيرة

#### قصص ظهر فيها رودريك ألين
- موت في الهواء (1936)
- استطيع أن أجد المخرج بنفسي (1946)
- فصل وبيت شعر: القضية الغامضة في كوبلستون
- رودريك ألين
- صورة لطروادة

#### قصص أخرى
- اليد في الرمل (1953)
- مرآة كيوبيد (1972)
- مهووس بالمال (1973)
- موربورك (1979)
- ضوء القمر (1936)
- كبد الشيطان (1975)
- ابني المسكين (1959)

### أعمال ليست بوليسية
- خشب الزان الأسود والشمام (سيرة شخصية 1965)
- نيوزيلندا (1968)
- الأرض المغنية (1974)

## الاقتباس
أربعة من روايات نايو مارش اقتُبست سنة 1977 كأفلام تلفزيونية في نيوزيلندا تحت عنوان مسرح نايو مارش، وتسع روايات أخرى تم اقتباسها كمسلسل تلفزيوني بريطاني تحت عنوان «ألغاز المفتش ألين» عرض على قناة بي بي سي ما بين 1993 و1994.

## روابط خارجية
- نايو مارش على موقع IMDb (الإنجليزية)
- نايو مارش على موقع الموسوعة البريطانية (الإنجليزية)
- نايو مارش على موقع ميوزك برينز (الإنجليزية)
- نايو مارش على موقع إن إن دي بي (الإنجليزية)

باللغة الإنجليزية
- صورة لنايو مارش من مسرحة هاملت.
- صور لنايو مارش.
- الموقع الرسمي لمتحف نايو مارش.